# Comisión de Asuntos Estatales de la República Democrática Popular de Corea
La Comisión de Asuntos Estatales de la República Popular Democrática de Corea (CAEC) se define por la constitución de 2016 como "el más alto órgano rector del órgano administrativo de los asuntos". Actualmente, Kim Jong-un es el presidente de la Comisión.

## Historia
La Comisión Nacional de Defensa de Corea del Norte fue creada en 1972 según la Constitución de 1972, originalmente el mandato de la comisión era supervisar asuntos de defensa nacional dentro de Corea del Norte.
Por la cuarta sesión plenaria de la Asamblea Suprema del Pueblo en junio el año 2016 la Comisión Nacional de Defensa de Corea del Norte fue sustituido oficialmente por la Comisión de Asuntos Estatales, con un enfoque ampliado hacia otras preocupaciones nacionales, aparte de defensa y seguridad.

## Funciones y Responsabilidades
El artículo 106 de la Constitución de Corea del Norte afirma que la Comisión de Asuntos Estatales es "el supremo órgano nacional de supervisión de la soberanía del Estado". El artículo 109 de la Constitución establece que los poderes del CAEC son los siguientes: 
- Deliberar y decidir el trabajo sobre la construcción de la defensa del Estado, incluidas las principales políticas del Estado;
- Ejercer la supervisión del cumplimiento de las órdenes del Presidente de la Comisión de Asuntos Estatales de la República Popular Democrática de Corea y las decisiones y directivas de la Comisión, y tomar medidas para su cumplimiento;
- Derogar las decisiones y directivas de los órganos del Estado que sean contrarias a las órdenes del Presidente de la Comisión de Asuntos Estatales de la República Popular Democrática de Corea y las decisiones y directivas de la Comisión.

## Composición
Estos son los miembros de la Comisión de Asuntos Estatales después de la cuarta sesión plenaria de la Asamblea Suprema del Pueblo de Corea del Norte el 29 de junio de 2016.
Presidente
- Kim Jong-un

Vicepresidentes
- Vice Mariscal del Ejército Popular de Corea Kim Jong-gak, Director del Buró Político General del Ejército Popular de Corea
- Pak Pong-ju, Premier
- Choe Ryong-hae, Vicepresidente de Partido del Trabajo de Corea para Organizaciones Sociales

Miembros de la Comisión
- Pak Kwang-ho, Vicepresidente de Propaganda de Partido del Trabajo de Corea
- General del Ejército No Kwang-chol, Ministro de las Fuerzas Armadas Populares
- Ri Su-yong, Vicepresidente de Relaciones Internacionales del Partido del Trabajo de Corea
- Thae Jong-su, Vicepresidente del Partido del Trabajo de Corea para la construcción de máquinas
- Kim Yong-chol, vicepresidente del Partido de Trabajo para el Frente Unido del Trabajo
- General del Ejército Jong Kyong-thaek, Ministro de Seguridad Estatal
- General del Ejército Choe Pu-il, Ministro de Seguridad Popular
- Ri Yong-ho, Ministro de Relaciones Exteriores
- Ri Ryong Nam, Ministro de Comercio Exterior